# Il lato oscuro della mia gemella
Il lato oscuro della mia gemella è un film per la televisione statunitense del 2020.

## Trama
Mentre sta visitando il campus universitario, Tess Houston riceve la visita inaspettata di una ragazza molto assomigliante. Si chiama Sammy Crain e dice a Tess di essere sua sorella gemella e che sono state adottate da due famiglie diverse. Tess non ne sapeva nulla. Le due ragazze raccontano la loro vita: Tess vive con la madre Patricia, con la quale ha un rapporto speciale, Sammy è stata cresciuta da una famiglia di agiate condizioni economiche. Inizialmente Sammy si dimostra molto piacevole, tuttavia ha un lato oscuro.